# Dianthus angulatus
Dianthus angulatus là loài thực vật có hoa thuộc họ Cẩm chướng. Loài này được Royle mô tả khoa học đầu tiên năm 1834.